# Ulisses (James Joyce)
Ulisses (Ulysses no original) é um romance do escritor irlandês James Joyce. Foi composto entre 1914 e 1921 em Trieste, Zurique e Paris, e publicado no ano seguinte nesta cidade. Por descrever, em diversos pontos, aspectos da fisiologia humana então considerados impublicáveis, o livro foi censurado em diversos países, como nos Estados Unidos e no Reino Unido.
Ulisses adapta a Odisseia de Homero condensando a viagem aventurosa de Odisseu pelo mundo helênico no regresso da Guerra de Troia à ilha de que era rei, Ítaca, e onde havia ficado a sua esposa, a rainha Penélope, em 18 horas da "viagem" por Dublin do agente de publicidade Leopold Bloom no dia 16 de junho de 1904 e início da madrugada do dia seguinte. É a obra prima de James Joyce. Através da descrição pormenorizada de um dia na vida de um grupo de pessoas, no limitado ambiente da Dublin de 1904 como enquadramento, Joyce pretende apresentar um microcosmo de toda a experiência humana. O "herói", Leopold Bloom, um judeu irlandês, é na visão de Joyce um Ulisses moderno ou Um Qualquer, fraco e forte, cauteloso e precipitado, herói e covarde, englobando os múltiplos aspectos de cada ser humano e de toda a humanidade.
Muitos consideram Bloom o grande herói trágico da literatura moderna. Ulysses foi um livro revolucionário no estilo e na concepção. O aspecto mais revolucionário foi a técnica de narração de fluxo de consciência por meio da qual a consciência de um personagem é transmitida directamente. E também porque não havia qualquer separação entre esta narrativa e a descrição, ou acção, estrita, e muitas vezes sem o nome do personagem ser indicado. Além deste método, que confunde o leitor habituado a um estilo mais direto de escrita, o espaço de referência da narrativa torna-se muito complexo por meio de numerosas alusões à literatura grega, a Shakespeare, à Bíblia e a muitas outras. Não é um livro adequado para quem se queira iniciar na literatura. A obra aparece na lista dos 100 livros do século segundo o jornal francês Le Monde.

## Contexto
A figura de Odisseu (ou Ulisses, na tradução latina) terá entrado na imaginação de Joyce com a leitura de As Aventuras de Ulisses (1808) de Charles Lamb que é uma adaptação para crianças da Odisseia do poeta grego Homero, e que permitiu fixar o nome latino do herói na mente de Joyce. Na escola, Joyce escreveu um ensaio sobre o personagem intitulado "O meu herói favorito".
Joyce disse a Frank Budgen que considerava Ulisses o único personagem completo da literatura. Inicialmente Joyce pensou em intitular a coleção de contos Gente de Dublin (1914) de Ulysses in Dublin, mas a ideia dele evoluiu e de um conto escrito em 1906 para Dubliners, passou a seguir para um "livro pequeno" em 1907 e finalmente para o vasto romance que ele começou em 1914.

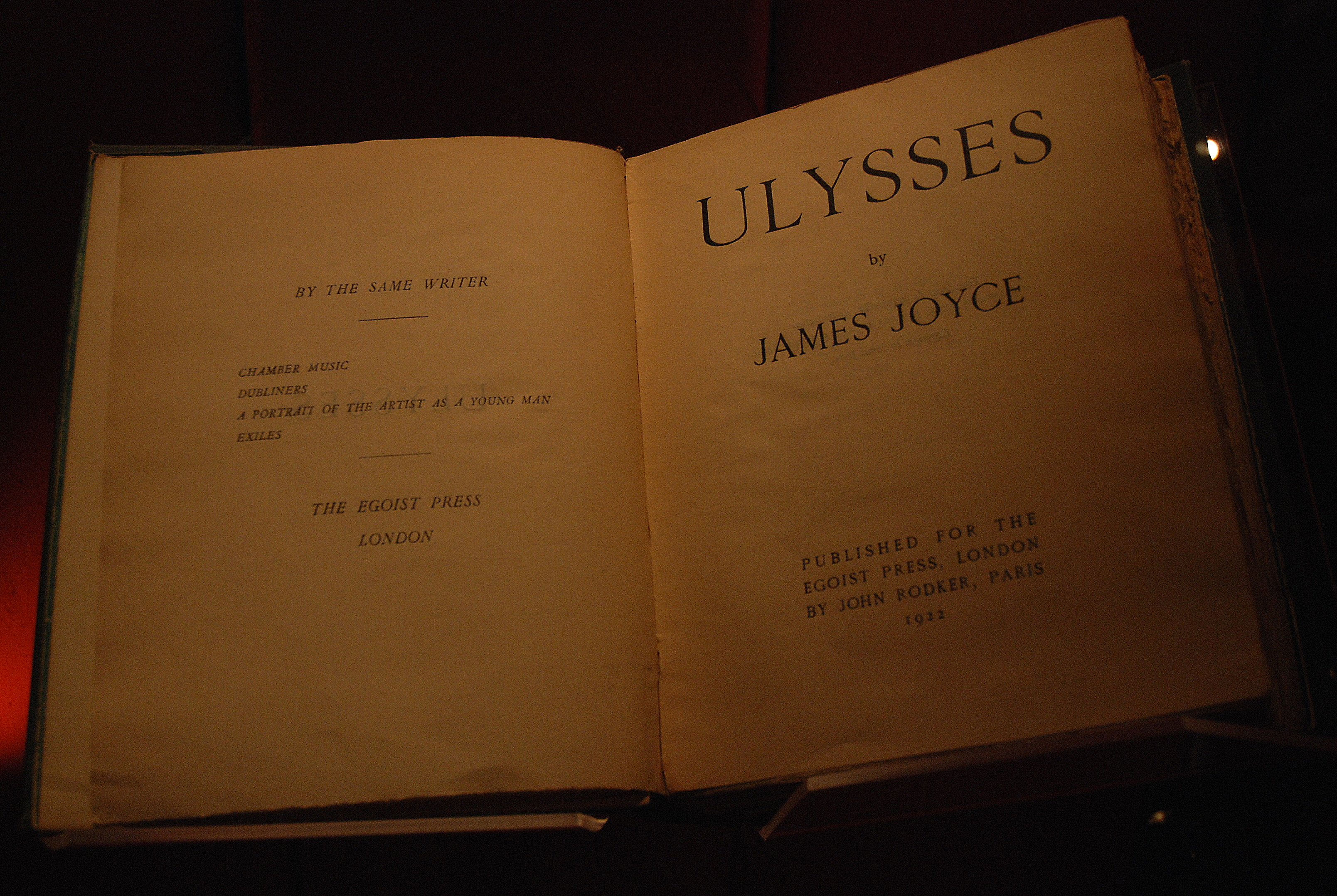
Ulisses, na revista Egoist Press, onde foi publicado parcialmente em folhetins em 1922.

Ulisses é concebido em Trieste onde Joyce dava aulas de inglês na Berlitz School na sequência da escrita de Retrato do Artista quando Jovem. Depreende-se de uma carta de Joyce que ao chegar a Paris, em 1920, já levava o volumoso manuscrito do romance. Depois de degradantes peripécias e perseguições decorrentes da primeira edição de Ulisses, a tradução francesa pelo editor Auguste Morel, revista por Stuart Gilbert e pelo próprio James Joyce provocou "o efeito de uma bomba" e motivou enorme controvérsia e discussões. A edição em língua inglesa foi considerada pelas entidades oficiais como obra pornográfica e acabou por ser proibida em todos os países anglo-saxónicos. Na Inglaterra e nos EUA os exemplares de Ulisses foram queimados pelas autoridades alfandegárias, tendo de imediato proliferado edições pirata, o que levou Joyce a queixar-se das discriminações de que era alvo.:10-11
Joyce escreveu entretanto Finnegans Wake e quando as longas deliberações jurídicas permitiram a circulação de Ulisses na Europa e América, Joyce já era no círculo dos intelectuais o autor mais célebre do seu tempo.:11

## Estrutura
Joyce dividiu Ulisses em 18 episódios. À primeira vista, grande parte do livro pode parecer desestruturada e caótica; Joyce disse uma vez que "colocara nele tantos enigmas e quebra-cabeças que irão manter os professores ocupados durante séculos discutindo sobre o que eu quis dizer", o que levaria à imortalidade do romance. Os dois esquemas de análise que Stuart Gilbert e Herbert Gorman publicaram após o lançamento de Ulisses para ilibar Joyce das acusações de obscenidade tornaram claras as ligações à Odisseia, e explicaram também a estrutura interna da obra.:16
Cada episódio de Ulisses tem um tema, uma técnica e uma correspondência entre os seus personagens e os da Odisseia. O texto original não tinha estes títulos de episódios e as correspondências com o texto da Odisseia resultaram dos esquemas de análise de Linati e de Gilbert. Estes quadros esquemas de interpretação de Ulisses ficaram a dever-se na origem ao próprio Joyce, e que teve posteriores adições de Gilbert, de Gorman e de Linati, analisando toda a estrutura da obra. Embora o escritor nunca o tenha considerado mais do que um simples auxiliar em que se apoiou na redacção da longa e complexa obra, é um elemento explicativo precioso e que remete para as analogias com a Odisseia. Numa carta que escreveu em 1920 a Carlo Linati, Joyce faz referências a esse quadro-esquema constituído por palavras chave.:16
Ulisses também está agrupado em três partes, correspondendo a 1.ª à Telemaquia, a 2.ª às deambulações de Bloom e a 3.ª ao encontro definitivo de Stephen e de Bloom e ao monólogo de Molly, mas da Odisseia James Joyce "aproveitou" apenas dezoito dos vinte e quatro cantos. Mas não devemos esquecer que embora epicamente concebido, Ulisses deve muito do virtuosismo à técnica e arte da narrativa moderna conforme fixadas pelo realismo naturalista e pelo simbolismo que no seu contexto se confundem e mutuamente se completam.:17
Ultrapassando a tentação simbólico-labiríntica que parece ter dominado a escrita de Ulisses, existe uma razão oculta para a alteração de estilos conforme os episódios. Segundo Arnold Goldman, Ulisses não é apenas a história de Bloom e Stephen, é também um exemplo do quase infinito número de modos em que a história poderia ser contada, tendo Joyce concebido o livro à semelhança das epopeias de Homero e Virgílio com algo de "sagrado", encerrando uma sabedoria oculta e até uma profecia própria.

## Resumo

### Telemaquia
Os três primeiros episódios de Ulisses correspondem à Telemaquia da Odisseia e fazem a ligação entre Retrato do Artista quando Jovem e as aventuras de Leopold Bloom no dia 16 de Junho de 1904,:29 o que foi esclarecido pelo esquema que o próprio James Joyce elaborou em 1920 para ajudar o seu amigo Carlo Linati na leitura da obra, o qual desde então se designa por Esquema de Linati para Ulisses.

#### Episódio 1 (Telêmaco)
São 8.00 horas e Buck Mulligan, um estudante de medicina turbulento, chama Stephen Dedalus (um jovem escritor que aparece como o tema principal de Retrato do Artista quando Jovem) para subir ao telhado da Torre Sandycove Martello onde ambos residem. Há tensão entre Stephen e Mulligan, decorrente de uma observação cruel que Stephen ouviu de Mulligan sobre a morte de sua mãe, May Dedalus (Oh, é apenas o Dedalus cuja mãe bateu a bota, como uma besta), e pelo fato de Mulligan ter convidado um estudante inglês, Haines, para morar com eles. Os três homens tomam o pequeno-almoço e caminham até a praia, onde Mulligan pede a Stephen a chave da torre e algum dinheiro. Ao partir, Stephen decide que não voltará à torre naquela noite, porque Mulligan, o "usurpador", tomou conta dela.:29

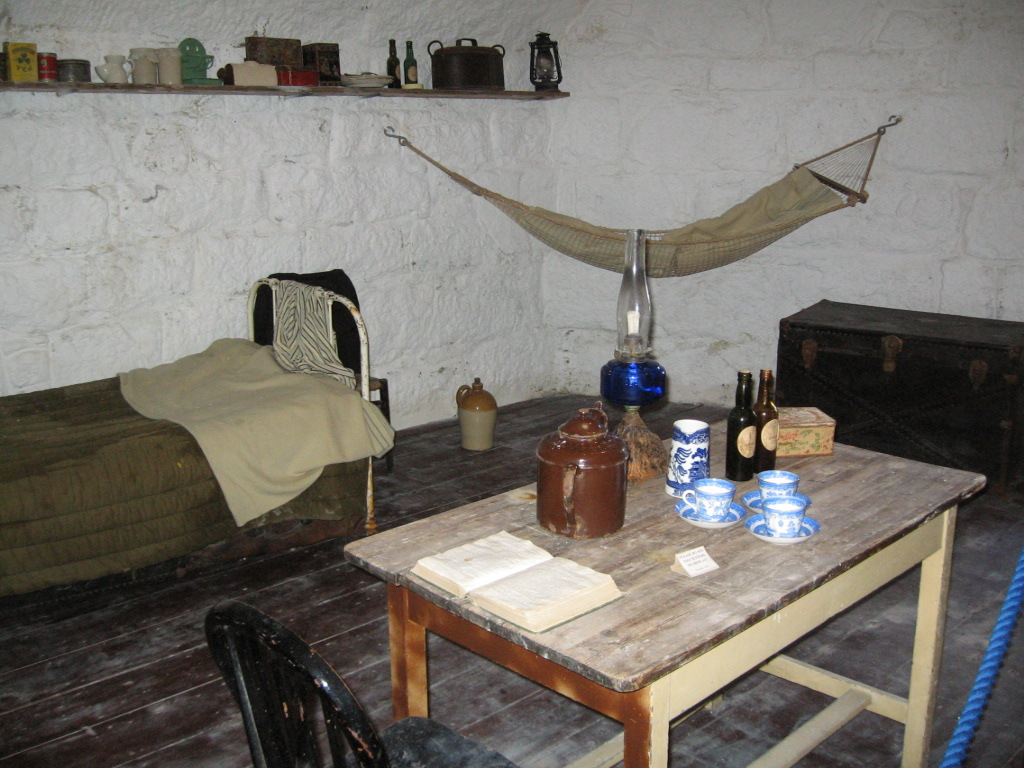
Quarto de James Joyce na Torre e Museu James Joyce na atualidade

De acordo com o Esquema Linati, este primeiro episódio decorre entre as 8h00 e as 9h00 horas, tem como técnicas o Diálogo de duas, três e quatro pessoas, a Narração e o Solilóquio, tem como temas principais Hamlet, Irlanda e Catolicismo, como Ciência/Arte a Teologia, e as cores são dourado, branco e verde.:29

#### Episódio 2 (Nestor)
Stephen está a dar uma aula de história sobre as vitórias de Pirro no Epiro. Os alunos estão visivelmente aborrecidos, ignorantes da matéria e indisciplinados. Antes de saírem da classe, Stephen conta um enigma complicado sobre uma raposa que enterra a sua avó debaixo de um azevinho. No fim da aula, um dos alunos, Cyril Sargent, fica para trás para que Stephen lhe explique a resolução de problemas aritméticos. Stephen fica agradado, mas observa-o fixando a sua aparência pouco atraente e tenta imaginar o amor da mãe dele. A seguir, Stephen encontra Garrett Deasy, o director anti-semita da escola, de quem recebe o salário e uma carta que deverá levar aos editores do jornal, a fim de ser publicada. Deasy discorre sobre a satisfação de ganhar dinheiro através do trabalho e a importância da gestão eficiente de poupança. Stephen repele a visão parcial que o Deasy tem sobre os eventos passados, que usa para justificar os seus preconceitos. No final do episódio, Deasy faz outra observação incendiária contra os judeus, dizendo que a Irlanda nunca teve de perseguir os judeus, porque nunca os deixou entrar. Esta cena contem algumas das frases mais famosas do romance, como as que Dedalus diz que "A história é um pesadelo do qual estou a tentar acordar" e que Deus é "Um grito na rua".:51:64
De acordo com o Esquema Linati, este segundo episódio decorre entre as 9h00 e as 10h00 horas, tem lugar na Escola, tem como técnicas o Diálogo de duas pessoas, a Narração e o Solilóquio, tem como temas principais Ulster, Mulher, Antissemitismo e o "sentido prático da vida", como símbolo o Cavalo, como Ciência/Arte a História, e a cor o castanho.:52

#### Episódio 3 (Proteu)

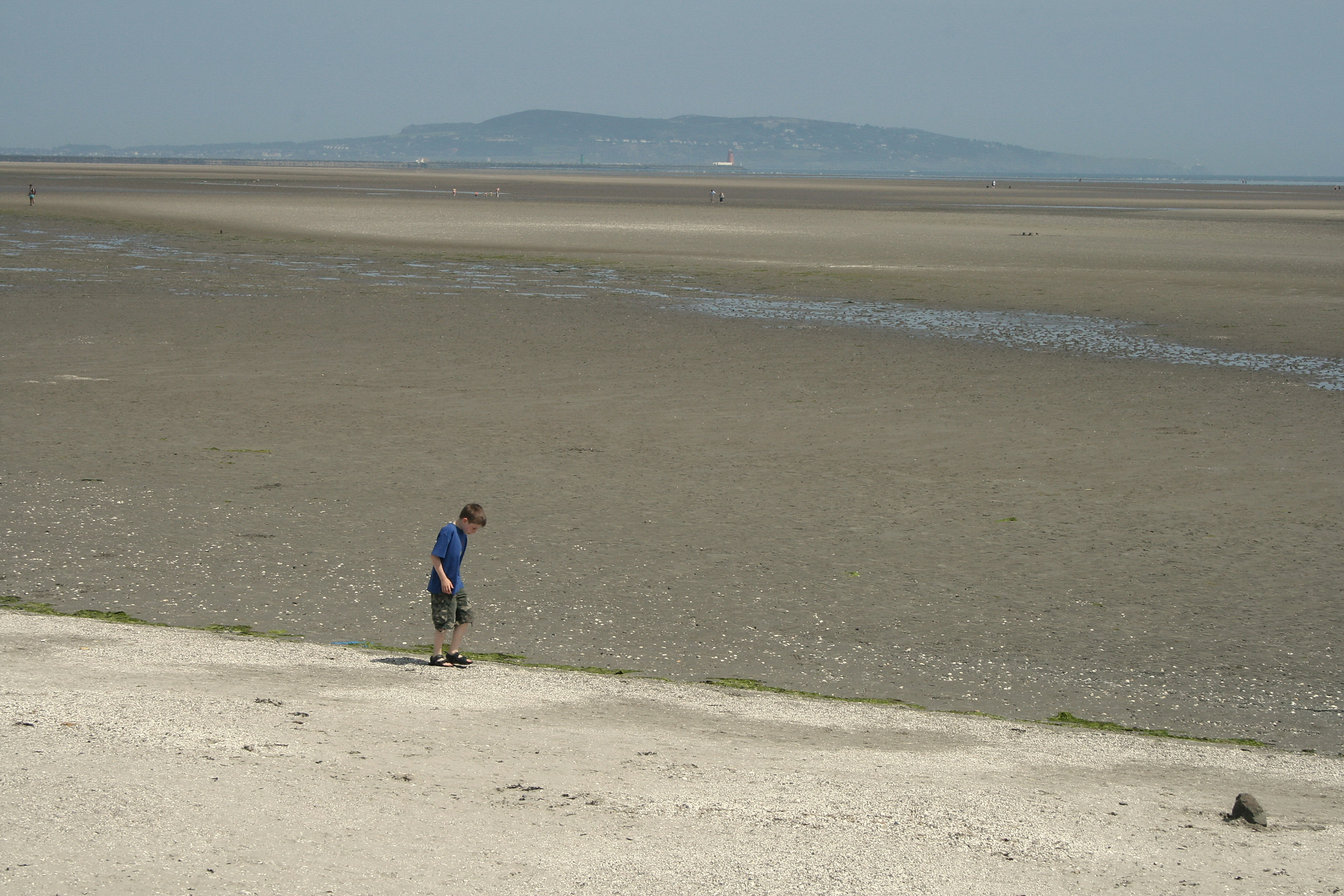
Praia de Sandymount vendo-se a Baía de Dublin com a península de Howth ao fundo

Stephen dirige-se para a praia de Sandymount e deambula nela por algum tempo, refletindo sobre vários conceitos filosóficos e sobre a sua família, a sua vida de estudante em Paris, e, de novo, a morte da sua mãe. Enquanto relembra e medita, Stephen deita-se sobre pedras e observa um casal que passeia com um cão. Escreve algumas ideias para a poesia, e no fim, de forma prosaica, "depositou cuidadosamente o ranho seco tirado de uma narina no gume de uma rocha",:80 porque não tem lenço. Este capítulo é caracterizado por um estilo narrativo de Fluxo de consciência mudando incessantemente de temas. A formação de Stephen é refletida nas muitas referências obscuras e frases estranhas que se encontram neste episódio, que lhe deram a reputação de ser um dos capítulos mais difíceis do livro.:65:80
Algumas frases: "Estas pesadas areias são linguagem que a maré e o vento sedimentaram aqui";:73 "Achas as minhas palavras obscuras. A obscuridade está nas nossas almas, não achas? As nossas almas feridas de vergonha pelos nossos pecados, unem-se a nós ainda mais, uma mulher agarrando-se ao amante, mais e mais".:77
Seguindo o Esquema Linati, e segundo Palma-Ferreira, o terceiro episódio, dito de Proteu, ocorre entre as 10h00 e as 11h00 horas na praia perto da Torre Martello onde vive Stephen, tendo como técnicas a Narração e principalmente o Monólogo. O símbolo é o mar, a cor é o verde e a Ciência/Arte é a Filologia, devido ao uso determinado do virtuosismo de linguagem. Quase não tem ação sendo totalmente preenchido pelos pensamentos de Stephen. Tem semelhanças não formais com o episódio da captura de Proteu por Menelau relatado no Livro/Canto IV da Odisseia.:65

### Odisseia

#### Episódio 4 (Calipso)
A narrativa muda abruptamente. Voltam a ser 8 da manhã e a ação transpõe-se para a residência num dos bairros de Dublin e centra-se no segundo (e principal) protagonista do livro, Leopold Bloom, um publicista judeu que vive no número 7 da rua Eccles (inexistente actualmente) e que está a preparar o pequeno-almoço (tal como Mulligan na torre, no primeiro episódio), para si e para a sua mulher Molly Bloom que ainda está deitada. Entretanto vai ao talho para comprar rim de porco que depois cozinha e, já em casa, leva a bandeja da comida e uma carta (do organizador de concertos Blazes Boylan) à mulher, cujo verdadeiro nome é Marion. Antes lê uma carta que também recebeu da sua filha Milly. O capítulo termina com a ida de Bloom à retrete no quintal onde defeca enquanto lê uma história de um jornal.:83:100
Seguindo o Esquema Linati, Palma-Ferreira refere que este quarto episódio, apelidado de Calipso, decorre entre as 8h00 e as 9h00 horas, predominantemente em casa dos protagonistas, tem como técnicas o Diálogo de duas pessoas, a Narração e o Solilóquio, tem como temas principais Exílio, Mitologia e Israel, como órgão o Rim, como Ciência/Arte a Economia (criação de gado, plantação silvestre), e a cor o laranja. O drama de Bloom e Marion começa a ser aludido com a chegada da carta de Boylan.:83
Frases: "Ela entregou-lhe uma moeda, sorrindo, atrevida, com o espesso punho estendido";:88 "Metempsicose,- disse ele - é como os gregos antigos lhe chamavam. Costumavam crer que te podias transformar num animal, ou numa árvore, por exemplo. O que chamavam ninfas por exemplo".:93:94

#### Episódio 5 (Lotófagos)
Bloom prossegue a sua jornada dirigindo-se à estação de correio (tomando intencionalmente um trajecto mais longo), onde levanta uma carta de amor de Marta Clifford dirigida ao seu pseudónimo, Henry Flower. Compra um jornal diário e encontra um conhecido, M'Coy (personagem que vem de Dubliners). Enquanto conversam, Bloom procura desfrutar da breve visão das meias de uma mulher a subir para uma carruagem, mas a passagem de um eléctrico obsta a esse voyeurismo. A seguir, numa rua pouco movimentada, lê a carta e destrói o envelope em pedaços ("Os pedaços de papel esvoaçaram, tombaram no ar húmido: um branco esvoaçar, depois todos se abateram").:109 Entra depois numa igreja católica e enquanto decorre a missa divaga sobre teologia. O padre tem nas costas a sigla I.N.R.I., ou IHS, e Bloom lembra-se da explicação inventada por Molly para estas iniciais.:111 Entra depois numa drogaria para aviar um pedido de Molly, e como a receita não está ainda disponível sai de lá com um sabonete de limão, encontrando Bantam Lyons (outra personagem que vem de Dubliners), que lhe pede para consultar o jornal sobre apostas na corridas de cavalos de Ascot, e que percebendo erradamente uma frase de Bloom, "deitar fora ("throw away") o jornal", irá apostar no cavalo Throwaway. Finalmente, Bloom dirige-se à "mesquita dos banhos", terminando o episódio na antevisão de "pêlo flutuante da corrente em torno do flácido pai de milhares, lânguida flor flutuante".:100:117
Usando o Esquema Linati, o quinto episódio, dito dos Lotófagos por comparação com a Odisseia, decorre entre as 9h00 e as 10h00 horas, ocorre na rua, numa igreja, numa drogaria e finalmente num estabelecimento de banhos públicos, tem como técnicas o Diálogo, a Oração e o Monólogo, tem como temas principais flores, Mulher, Religião, Corpo humano, como símbolo a Eucaristia, como Ciência/Arte a Química/Botânica, e a cor o castanho escuro.:100:101

#### Episódio 6 (Hades)
O episódio começa numa carruagem puxada a cavalos do cortejo fúnebre do funeral de Paddy Dignam que leva quatro passageiro entre eles Bloom e o pai de Stephen Dedalus, Simon, cortejo que atravessa Dublin até ao cemitério Glasvenin. No percurso, a carruagem passa por Stephen Dedalus:119 e Blazes Boylan,:124 entretendo-se os viajantes a conversar sobre vários assuntos, designadamente sobre as distintas formas de morte e de funeral, e vindo à memória de Bloom a morte do seu filho Rudy e o suicídio do seu pai. Assistem depois numa capela à missa e acompanham a carreta com o ataúde até ao enterro do falecido. Bloom prossegue a meditação sobre a morte, mas quase ao final do episódio expulsa os pensamentos mórbidos "Ainda há muito para ver, para ouvir, para sentir....vida quente cheia de sangue".:147 Por fim, os conhecidos, aliviados, despedem-se nos portões: "Que grandes estamos esta manhã!":148 Fica-se a conhecer a profissão de Bloom: "Ele é um angariador de anúncios".:138
Frases: "Uma manada solta de reses marcadas a ferro passava pelas janelas, mugindo, caminhando de cabeça caída, sobre cascos almofadados, espanando com as caudas, lentamente, as ossudas e enlameadas garupas";:129 "As rodas de metal esmagaram o saibro com um áspero e dissonante clamor e o grupo de botas seguiu o carrinho ao longo de uma alameda de sepulcros".:136
Com o apoio do Esquema Linati, o episódio Seis, dito de Hades, decorre entre as 11h00 e as 12h00 horas, e ocorre a caminho e no cemitério, tendo como técnicas o Diálogo e a Narração. Os temas principais são Religião, Mulher, Saúde, o órgão é o Coração, como Ciência/Arte a Religião, e a cor o branco e negro. As personagens que acompanham Bloom no trem foram utilizadas por Joyce noutras obras e no trajeto aludem ainda a episódios da história irlandesa, a personagens míticas, cumprindo o ritual dos funerais.:118

#### Episódio 7 (Éolo)
O sétimo episódio, dito de Éolo por associação à Odisseia, retrata o ambiente alvoroçado da redação de um jornal tendo Joyce escolhido o Freeman´s Journal and National Press. Bloom dirigiu-se lá para colocar um anúncio que apesar do incentivo inicial do director, Myles Crawford, não se concretizará. Stephen chega com a carta de Deasy (2º episódio) sobre a febre aftosa, mas não se cruza com Bloom. Stephen desafia Crawford e os outros a ir um bar, e no caminho conta-lhes uma anedota sobre "duas vestais de Dublin". O episódio está fragmentado em pequenas secções, cada uma com um título em estilo jornalístico, caracterizando-se pela abundância de figuras e técnicas de retórica: metonímia, metáfora, anáfora, entimema, onomatopeia, apóstrofe, apócope, síncope, etc., o que se presta à leitura.:150

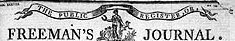
Cabeçalho do Freeman's Journal (que deixou de ser publicado) em cuja redação decorre parte do episódio 7

Seguindo o Esquema Linati e as notas do Tradutor, este episódio, dito de Éolo, ocorre às 12.00 horas, tem como temas máquinas, vento, fama, papagaios de papel, destinos falhados, imprensa, mutabilidade, e como técnica o Silogismo. O órgão é o pulmão, a Ciência/Arte a Retórica, e a cor o vermelho.:150
Frases: "O sucesso para nós é a morte do intelecto e da imaginação. Nunca fomos leais aos que tiveram êxito";:166 Acerca do Moisés de Michelangelo: "Essa pétrea efígie em música gelada, com cornos e terrível, da humana forma divina, esse símbolo eterno de sabedoria e de profecia que se algo há, transfigurado pela alma e transfigurador da alma, que a imaginação ou a mão do escultor tenha talhado em mármore para o fazer merecer viver, merece viver".:173

#### Episódio 8 (Lestrigões)

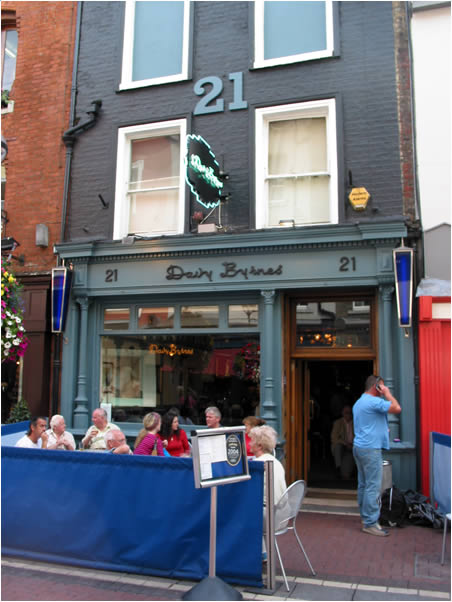
Imagem recente do bar Davy Byrne’s, onde Bloom come uma sanduíche de queijo gorgonzola e bebe um copo de borgonha

Seguindo o Esquema Linati, o episódio 8 é dito dos Lestrigões porque enquanto na Odisseia Ulisses chega à ilha destes seres antropófagos, neste episódio Bloom irá almoçar, mas antes, durante e depois da refeição, irá divagar sobre muitos assuntos, para além de comida. Encontra um amor antigo, Josie Breen, que lhe conta o difícil do trabalho de parto de Mina Purefoy, amiga de Molly, que já dura há três dias.:192 Entra no restaurante do hotel Burton, donde sai com asco ao ver pessoas a comer como animais. "O fedor prendeu-lhe a respiração fremente: penetrante molho de carne, imundície de verduras. Ver alimentar os animais".:202 Dirige-se a seguir ao bar Davy Byrne´s, onde encontra Nosey Flinn.:204 Come uma sanduíche de queijo gorgonzola e uma taça de borgonha,:205 e reflete sobre a fase inicial da sua relação com Molly e como o relacionamento se deteriorou: "Beijava, e ela beijava-me. A mim. E eu agora.":210 Quando Bloom abandona o restaurante, Nosey Flynn fala com Davy Byrne sobre o carácter sóbrio de Bloom sugerindo que é maçónico.:211 Este, ao sair do bar, pensa no que deusas e deuses comem e bebem e pondera se as estátuas das deusas gregas no Museu Nacional da Irlanda têm ânus como o comum dos mortais.:210 Caminha para o museu, mas ao ver Boylan, o amante de Molly, no outro lado da rua, e levado pelo pânico de o encontrar, entra apressado no museu.:217
Seguindo o Esquema Linati e as notas do Tradutor, este episódio que decorre entre as 13.00 e as 14.00 horas, dito dos Lestrigões, tem como temas base Sacrifício humano, alimento e vergonha e sempre a religião. O órgão é o esófago e a técnica fundamenta-se nos processos de nutrição, movimentos peristálticos ou contrações musculares que impelem a matéria nutritiva pelos canais em que circula, ou seja uma prosa peristáltica.:184
Frases: "E se tu estás a olhar para o nada põem-se logo vinte à tua volta. Não há quem não queira meter o bedelho. As mulheres também. Curiosidade. Estátua de sal".:187 "Dizem que foi uma freira que inventou o arame farpado".:188 "A natureza abomina o vazio".:198 "Dizem que davam sopa às crianças pobres para as fazer protestantes, na época da falta de batatas. Mais além a sociedade onde ia o papá para a conversão de judeus pobres".:214

#### Episódio 9 (CilaeCaríbdis)

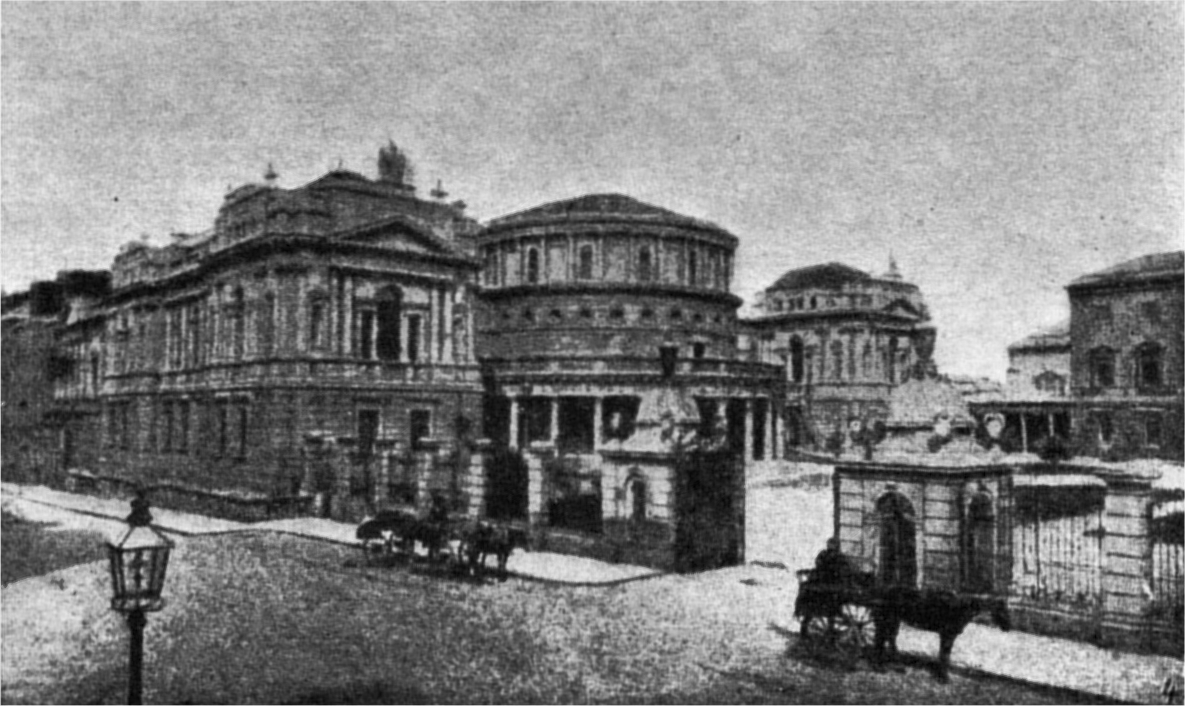
Biblioteca Nacional da Irlanda, em Dublin, em foto de 1907

Na Biblioteca Nacional, Stephen explica a vários estudantes a sua teoria biográfica sobre as obras de Shakespeare, especialmente sobre Hamlet que, segundo aquele, se baseia em grande parte no suposto adultério da mulher do dramaturgo, Anne Hathaway. "A sua opinião é, então, a de que ela não foi fiel ao poeta?":228 Bloom vai à Biblioteca Nacional para procurar num jornal de província do ano anterior (1903):235 um anúncio da casa Keyes que ele pretende colocar de novo no Freeman´s, não se encontrando com Stephen quando da discussão deste sobre Shakespeare, nem no final do episódio quando ambos saem da Biblioteca.:218
Seguindo o Esquema Linati e as notas do Tradutor, o episódio nono, correspondente ao de Cila e Caríbdis da Odisseia, tem por cenário a Biblioteca, decorre entre as 14h00 e as 15h00 horas, o órgão fundamental é o cérebro, a arte dominante é a literatura, designadamente com a discussão sobre Shakespeare, e a técnica usada é a dialética.:218
O tema da paternidade é central neste episódio, havendo referências ao mistério da Trindade que tem sido causa de más interpretações e de dissensões no cristianismo, sendo este episódio o mais subtil e difícil de sintetizar entre os dezoito episódios de Ulisses, segundo Stuart Gilbert.:218
De acordo com os críticos de Joyce, existem constantes referências aos temas isabelinos e aos que ao longo do tempo tentaram imitar Shakespeare, havendo contrastes consecutivos entre gravidade e pantomina, entre metafísica e calão. A discussão é tão absorvente que os presentes ignoram Bloom, no que Gilbert encontra uma semelhança com a Odisseia quando Telémaco (Stephen) ignora ou não reconhece Odisseus (Bloom).:219
Frases: "Os movimentos que as revoluções produzem no mundo nascem dos sonhos e visões no coração de um camponês, numa colina".:221 "Um homem de génio não comete erros. Os seus erros são voluntários e são os pórticos da descoberta".:225 "A necessidade é aquilo em virtude do qual é impossível que uma coisa possa ser de outro modo. Ergo, um chapéu é um chapéu".:227 "Caminhamos através de nós próprios e encontramos ladrões, fantasmas, gigantes, velhos, jovens, esposas, viúvas, cunhados, mas acabamos sempre por a nós próprios nos encontramos".:248

#### Episódio 10 (Rochas Errantes)
O episódio ocorre às três da tarde, o órgão do corpo humano é o sangue, a arte é a mecânica, e a técnica é labirintica. O episódio apresenta uma estrutura única no Ulisses com dezoito cenas curtas e sucessivas de deslocações de várias personagens pelas ruas de Dublin terminando com um coda, ou parte final, que é a passagem do cortejo do vice-rei, William Humble, segundo conde de Dudley, em que ele avista ou é avistado, por vezes vertiginosamente, por vários personagens já referenciados antes no romance. De certo modo, o episódio parece funcionar como uma miniatura do próprio romance.:255
A figura deambulante inicial, o padre John Conmee, reitor jesuíta de colégio católico, faz a ligação com Retrato do Artista quando Jovem, citando do seu breviário a passagem 161 do Salmo 119, Principes persecuti sunt me gratis: et a verbis tuis formidavit cor meum, Salmo com o qual, na estrutura, o episódio tem semelhanças.:255:260
A mecânica, consubstanciada nos sucessivos eventos que engrenam como rodas dentadas, é sublinhada por um invento irónico que permite a um director de cena de espectáculos musicais conhecer os números das cenas já passadas e o daquela que está a decorrer.:255
Permitindo estabelecer o paralelismo com o correspondente episódio da Odisseia, as personagens deste episódio são vítimas de ilusão óptica, do erro de identificação ou de pouca atenção. Além disso, pelo rio Liffey continua a vogar, qual miniatura de Argo, o panfleto Elias vem aí, que Bloom lançara anteriormente às gaivotas.:255:262:285
Frase: "Shakespeare é o feliz couto de caça de todos os espíritos que perderam o equilíbrio".:284

#### Episódio 11 (Sereias)
Este episódio que decorre a partir das 4 da tarde:302 é dominado por motivos musicais. O episódio parece reflectir o interesse dos dublinenses, no início do século XX, por todo o tipo de música, em especial música com cantores e as variedades operáticas.:293
De acordo com Stuart Gilbert, o episódio inicia-se com curtas e enigmáticas frases que são pequenos fragmentos do episódio que se segue. As frases parece não terem sentido, podendo considerar-se como a abertura das óperas, ou operetas, para preparar os leitores para o que se segue. Reaparecem mais tarde no texto dando a sensação de déjà vu. Quando James Joyce o enviou da Suíça, onde vivia, para a Inglaterra, para a primeira edição do romance, decorrendo a I Guerra Mundial, o episódio foi retido por suspeitas de encobrir alguma mensagem secreta, contando-se que foi entregue a dois escritores famosos que nele não viram mais do que uma excentricidade literária bastante invulgar.:293
Em termos de enredo, Bloom toma uma refeição com o tio de Stephen Dedalus, Richie Goulding, no Hotel Ormond, enquanto que Blazes Boylan, o amante de Molly Bloom, sai do hotel e se dirige de carruagem ao encontro com ela. Durante a refeição, Bloom observa as sedutoras baristas Lydia Douce e Mina Kennedy enquanto ouve o pai de Stephen, Simon Dedalus, e outros a cantar.:291:327
Frase: "O sensato Bloom observou um cartaz na porta, uma sereia meneante a fumar entre belas ondas. Sereias, fumai, a lufada mais fresca de todas.":299

#### Episódio 12 (Ciclopes)
Este capítulo segundo o quadro de Stuary Gilbert corresponde ao episódio dos Cíclopes da Odisseia e decorre num bar de Dublin, a loja de bebidas de Barney Kiernan, célebre no início do século XX e situado próximo do Tribunal que estava então em Green Street. Era frequentado por pessoas de algum modo relacionadas com assuntos legais.:329-330
O episódio é narrado por um habitante anónimo de Dublin que se dirige a um bar, onde encontra um personagem referido como o "cidadão". Quando Leopold Bloom entra no bar é criticado pelo cidadão que é ferozmente Feniano/nacionalista e anti-semita. O episódio termina com Bloom lembrando ao cidadão que o seu Salvador era judeu. ("Mendelssohn era judeu, e Karl Marx, e Marcadante, e Espinoza. E o Salvador era judeu e o seu pai era judeu. O seu Deus."):377 Quando Bloom sai do bar, o cidadão irado atira um pote de biscoitos contra a cabeça de Bloom, mas falha. O capítulo é constituído por extensas histórias paralelas às frases do narrador: hipérboles de jargão jurídico, passagens bíblicas e elementos da mitologia irlandesa, etc.
Frase: "Sinn Féin!, - diz o cidadão. - Sinn Féin ambain! Os amigos que amamos estão ao nosso lado e os inimigos que odiamos diante de nós.":342

#### Episódio 13 (Nausícaa)
O décimo terceiro episódio de Ulisses tem como cenário as rochas, correspondendo na Odisseia ao episódio em que Nausícaa, filha de Alcino, encontrou Ulisses depois de um naufrágio. Ocorre às 20 horas, e segundo Stuart Gilbert, o órgão é o nariz, a arte é a pintura, as cores são o cinzento e o azul, o símbolo é a virgem. A tranquilidade chega por fim ao atormentado Bloom num cenário onde Stephen Dedalus já passara no início da obra.:382-383
A ação do episódio ocorre nas rochas de Sandymount Strand, uma área costeira a sudeste do centro de Dublin. Uma jovem chamada Gerty MacDowell está sentada nas rochas com duas amigas, Cissy Caffrey e Edy Boardman. As jovens estão a cuidar de três crianças, um bebê e dois gémeos de quatro anos chamados Tommy e Jacky. Gerty medita sobre o amor, o casamento e a feminilidade à medida que a noite cai. O leitor vai ficando gradualmente ciente de que Bloom a observa de longe. Gerty provoca-o expondo as pernas e a roupa interior, e Bloom, por sua vez, masturba-se. O clímax masturbatório de Bloom coincide com o fogo de artifício no bazar próximo. Quando Gerty se afasta, Bloom percebe que ela coxeia de uma perna e pensa que essa é a razão para ter sido "deixada na prateleira". Após várias digressões de pensamento, ele decide visitar Mina Purefoy na maternidade. É incerto quanto do episódio são pensamentos de Gerty, e quanto é a fantasia sexual de Bloom. Alguns consideram que o episódio está dividido em duas partees: a primeira é o ponto de vista altamente romantizado de Gerty e a segunda é a do mais velho e mais realista Bloom. O próprio Joyce disse, no entanto, que "nada aconteceu entre Gerty e Bloom. Tudo ocorreu na imaginação de Bloom". Nausicaa atraiu imensa notoriedade quando o livro foi publicado em folhetins. O estilo da primeira metade do episódio copiou e parodiou as novelas românticas em folhetins.
Frase: "As suas palavras retiniram claramente cristalinas, mais musicais do que o arrulhar do pombo torcaz, mas cortaram o silêncio como gelo".:398-399

#### Episódio 14 (Bois deHélio, ouO Gado do Sol)
O décimo quarto episódio de Ulisses é um dos mais complexos do romance, ocorrendo às dez horas da noite e tendo por cenário o hospital-maternidade. O órgão do corpo humano que domina o episódio é o ventre, a arte é a medicina, a cor o branco e a técnica, conforme Joyce, é a do desenvolvimento embrionário.:420-421
Bloom visita o hospital maternidade onde Mina Purefoy está em trabalho de parto, e encontra finalmente Stephen Dedalus, que tem estado a beber com amigos estudantes de medicina e está a aguardar a chegada prometida de Buck Mulligan. Sendo o único pai do grupo de homens, Bloom está preocupado com Mina Purefoy. Começa a pensar sobre a sua esposa e o nascimento dos seus dois filhos e também sobre a perda do seu único "herdeiro", Rudy. O grupo de jovens fica agitado e falam sobre temas como fertilidade, contracepção e aborto. Há também uma sugestão de que Milly, a filha de Bloom, se tem encontrado com um dos jovens, Bannon. A seguir ao nascimento normal do filho de Mina Purefoy, o grupo dirige-se ao bar e Burke.
Este capítulo é notável pelo jogo de palavras de Joyce, que, entre outras coisas, recapitula toda a história da língua inglesa. Após um breve encantamento inicial, o episódio começa com a prosa aliterativa anglo-saxónica, e prossegue através de paródias de, entre outros, Malory, a Bíblia do Rei Jaime, Bunyan, Defoe, Sterne, Walpole, Gibbon, Dickens, e Carlyle, antes de concluir numa névoa de calão quase incompreensível. Considera-se que o desenvolvimento da língua inglesa no episódio corresponda ao período de gestação de nove meses do feto humano.
Frase: "Ruborizava-o a compaixão, o amor o impelia com o desejo de vaguear, pesaroso de partir".:426

#### Episódio 15 (Circe)

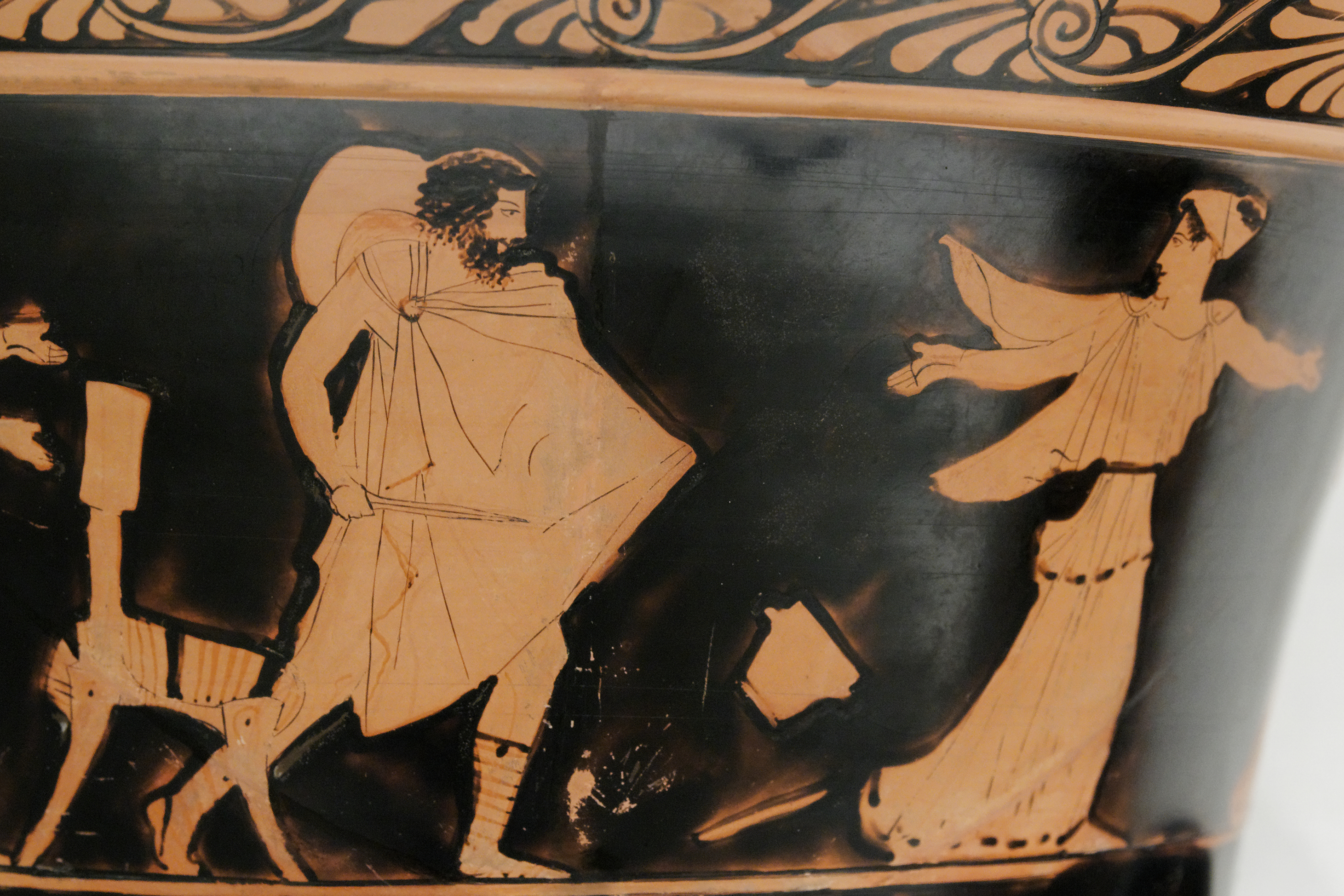
Circe deixando cair a taça e fugindo de Ulisses, pintura num vaso de cerâmica de figuras vermelhas da Grécia Antiga (c. 440 a.C.).

O célebre décimo quinto episódio de Ulisses decorre num bordel, à meia noite, para onde Stephen se dirige já muito inebriado. A arte é a da magia, o símbolo do episódio é a prostituição e a técnica da narrativa é a da alucinação.:466-467
O Episódio 15 está escrito como uma peça de teatro, incluindo as correspondentes instruções de encenação. O enredo é frequentemente interrompido por "alucinações" tidas por Stephen e Bloom que são manifestações fantásticas dos medos e paixões dos dois personagens. Stephen e Lynch vão para Nighttown, a zona de meretrício de Dublin e Bloom vai à procura deles e acaba por os encontrar no bordel de Bella Cohen, onde, na companhia das mulheres, incluindo Zoe Higgins, Florry Talbot e Kitty Ricketts, tem uma série de alucinações relativas aos seus fetiches, fantasias e transgressões sexuais. Bloom vai ter de responder a acusações por várias mulheres sádicas e inquisitivas, incluindo Yelverton Barry, Bellingham e Mervyn Talboys. Quando detecta que Stephen está a pagar exageradamente pelos serviços recebidos, Bloom decide manter o resto do dinheiro de Stephen por segurança. Stephen tem a alucinação de que o cadáver em decomposição de sua mãe se levantou do chão para o acusar. Aterrorizado, Stephen espatifa um candelabro com a sua bengala e depois foge. Bloom paga de imediato a Bella pelo dano, e depois corre atrás de Stephen. Bloom encontra Stephen envolvido numa discussão acalorada com um soldado inglês que, após o que entende como um insulto ao rei, dá um murro a Stephen. A polícia chega e a multidão dispersa. Enquanto ampara Stephen, Bloom tem uma alucinação de Rudy, o seu filho falecido.
Segundo Gilbert, este episódio é o mais teatral de Ulisses sendo constituído por uma série de cenas em mutação, visões sem sentido produzidas pela fantasia, embriaguez e esgotamento dos personagens.:467
Frase: "Macilenta, a mãe de Stephen levanta-se rígida do chão, vestida de cinzento lepra com uma grinalda de murchas flores de laranja e um véu de noiva rasgado, o rosto desgastado e sem nariz, verde do bolor, sepulcral".:630

### Nostos

#### Episódio 16 (Eumeu)
O décimo sexto episódio de Ulisses tem por cenário o albergue do cocheiro e ocorre à uma da madrugada. A arte é a da navegação, o símbolo do episódio são os marinheiros e a técnica da escrita é da narrativa.:668
Os acompanhantes de Stephen abandonaram-no tendo ficado com o apoio apenas de Bloom. Enquanto caminham para o albergue, este profere uma catilinária contra os perigos da vida nocturna e do vício. Entretanto encontram Corley (personagem que aparece em Dublinenses) e no albergue encontram Fitzharris, que pertence provavelmente ao grupo revolucionário os Invencíveis. No albergue, um marinheiro bêbado chamado Murphy refere uma série de contos semi-populares, e fala-se de patriotismo irlandês e de outros temas. Bloom convida Stephen a passar a noite na casa dele e quando abandonam o albergue discutem música.:668
O estilo errante e laborioso da narrativa deste episódio reflecte o cansaço e o nervosismo dos dois protagonistas. Eumeu, uma narrativa de velho, contrapõe-se a Telémaco, do primeiro episódio, que é uma narrativa de jovem. O albergue simboliza o curral de Eumeu para onde Ulisses se dirige no regresso a Ítaca.:668
Frase: "O cocheiro não disse uma única palavra, boa, má ou indiferente, mas apenas olhou as duas figuras, "enquanto permanecia sentado no seu carro de baixo encosto", ambas negras, uma cheia, outra magra, a caminhar para a ponte do caminho de ferro, "para que os casasse o Padre Maher"".:722

#### Episódio 17 (Ítaca)
Bloom regressa a casa com Stephen, faz-lhe uma xícara de cacau, discutem diferenças culturais e linguísticas entre eles, consideram a possibilidade de publicar as histórias de parábolas de Stephen e oferece-lhe um lugar para pernoitar. Stephen rejeita a oferta de Bloom e é ambíguo em resposta à sugestão da Bloom de futuras reuniões. Stephen despede-se após o que vagueia pela noite. E Bloom vai deitar-se, estando Molly a dormir. Ela acorda e questiona-o sobre como passou o dia.
O episódio está escrito sob a forma de um "catecismo matemático" de 329 perguntas e respostas rigidamente organizadas, sendo o episódio favorito de Joyce. As descrições pormenorizadas vão desde questões de astronomia até à trajectória da micção e incluem uma famosa lista de 25 homens percebidos como amantes de Molly (aparentemente correspondendo aos pretendentes mortos em Ítaca por Ulisses e Telêmaco na Odisseia), incluindo Boylan, e a reacção psicológica de Bloom à sua indicação. Descrevendo eventos aparentemente escolhidos ao acaso em termos matemáticos ou científicos ostensivamente precisos, o episódio é abundante em erros cometidos pelo narrador indefinido, muitos ou a maioria dos quais propositadamente por Joyce.
O décimo sétimo episódio de Ulisses tem por cenário a casa de Bloom e ocorre às duas da madrugada. A arte é a ciência, o símbolo do episódio são os cometas e a técnica da escrita é a do catecismo impessoal. Joyce despojou este episódio de qualquer sentimento, reduzindo ao mínimo as figuras de estilo. Elaborou como que um inventário de objectos, com a sua descrição meticulosa, quase técnica, como se fossem fenómenos naturais. Gilbert compara-o aos inventários das casas de leilões, ou a inventários de bens de herança. O catecismo impessoal deste episódio contrapõe-se ao catecismo pessoal de Nestor. Sendo o capítulo preferido de Joyce, lembra a Summa Theologiae e, de novo conforme Gilbert, é tão cruel quanto uma inquisição teológica.:723-724
O episódio de Ítaca não apresenta qualquer pretensão de sedução e recorre permanentemente a alusões laterais à última aventura da Odisseia. A acção já decorre no dia 17 de junho, sexta-feira, dia da matança em Dublin, que corresponde à matança dos pretendentes a casar com Penélope na Odisseia. E à semelhança de Ulisses que entrou no seu palácio pelas traseiras, assim Bloom, por se ter esquecido da chave, entrou em casa pela porta da cozinha, podendo Boylan ser a transposição do pretendente Eurímaco.:724
Frase: "Que programa de dedicações intelectuais era simultaneamente possível? Fotografia instantânea, estudo comparativo das religiões, folklore relacionado com diversas práticas amatórias e supersticiosas, contemplação das constelações celestes".:772

#### Episódio 18 (Penélope)
O décimo oitavo e último episódio de Ulisses tem por cenário a casa de Bloom e decorre na madrugada. O órgão é a carne, o símbolo do episódio é a Terra-Mãe e a técnica da escrita é o monólogo interior feminino.:796-797
O episódio final consiste nos pensamentos de Molly Bloom enquanto está na cama ao lado do marido. O episódio usa uma técnica de fluxo de consciência em oito frases sem pontuação. Molly pensa sobre Boylan, um casca-grossa viril e astuto, e Bloom, o marido gasto mas ao qual a prende uma certa amizade, sobre os seus admiradores do passado, incluindo o tenente Stanley G. Gardner, sobre os acontecimentos do dia, sobre a infância em Gibraltar e sobre a sua carreira curta de cantora. Ela também sugere uma relação homossexual, na juventude, com uma amiga de infância chamada Hester Stanhope. Esses pensamentos são ocasionalmente interrompidos por distrações, como um apito de um comboio ou a necessidade de urinar. O episódio conclui com a famosa lembrança por Molly da proposta de casamento de Bloom e da aceitação dela::796-797
"E como ele me beijou debaixo da muralha mourisca e eu pensei tanto faz ele como outro e depois pedi-lhe com os olhos para pedir outra vez e depois ele pediu-me se eu queria sim dizer sim minha flor da montanha e primeiro pus os braços à volta dele sim e puxei-o para baixo para mim para que pudesse sentir os meus seios todos perfume sim e o coração batia-lhe como louco e sim eu disse sim eu quero Sim.":843-844
Neste episódio, o do monólogo de Marion Bloom, Joyce atingiu o auge da sua arte extraordinária. Arnold Bennett, em the Outlook, referiu que nunca lera nada que o superasse e duvidava que jamais se voltasse a escrever algo que o igualasse. Segundo Palma-Ferreira, que citou o anterior, este monólogo é uma obra-prima da ficção moderna e um marco inultrapassável na história da narrativa em prosa.:796-797
Molly revela-se um carácter inconstante o que não anula a sua clara identificação com Penélope, que se processaria por meio de um espelho negativa. Segundo Stuart Gilbert, apoiando-se em Samuel Butler, Authoress of the Odyssey, não há na Odisseia de Homero referência à fidelidade absoluta de Penélope, havendo outras referências mitológicas de várias ligações de Penélope, para além de outras semelhanças entre as duas personagens, como ser Penélope filha de um espartano e Molly de um militar em Gibraltar.:796-797
Conclui Palma-Ferreira que o tom do monólogo é completa e exaustivamente antiliterário, sendo um feixe de pensamentos unidos subtilmente por associação, decorrentes de movimentos mentais só aparentemente caprichosos, crendo-se que possui uma estrutura extraordinariamente bem gizada, conforme a interpretação de Stuart Gilbert.:796-797

## Lugares da Dublin deUlisses

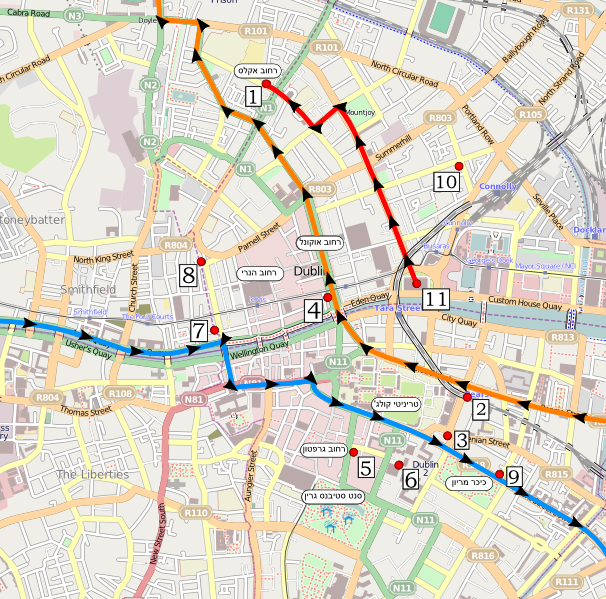
Mapa da Dublin de Ulisses

Eis alguns dos lugares e estabelecimentos de Dublin onde decorre toda a ação de Ulisses:
- A Torre Sandycove Martello onde residia um dos principais personagens do romance, Stephen Dedalus, junto da praia Sandycove Martello[31] — Episódio 1 (Telêmaco)

1. (numeração do Mapa ao lado) A casa de Leopold Bloom em Eccles Street, nº 7[32] — Episódio 4 (Calipso), Episódio 17 (Ítaca) e Episódio 18 (Penélope)
2. Estação dos Correios, Rua Westland Row — Episódio 5 (Lotófagos)
3. Farmácia Sweny, na Lombard Street, Lincoln Place[33] (onde Bloom comprou sopa) — Episódio 5 (Lotófagos)
4. O Freeman's Journal, na Prince's Street,[34] cruzamento com a O'Connell Street — Episódio 7 (Éolo)
5. Bar Davy Byrne's — Episódio 8 (Lestrigões)
6. Biblioteca Nacional da Irlanda — Episódio 9 (Cila e Caríbdis)
7. Hotel Ormond,[35] na margem do rio Liffey — Episódio 11 (Sereias)
8. Bar Barney Kiernan's, na Green Street, próximo do antigo Tribunal[36] — Episódio 12 (Ciclopes)
9. Maternidade, na Mount Street[37] — Episódio 14 (Bois de Hélio, ou O Gado do Sol)
10. Bordel de Bella Cohen — Episódio 15 (Circe)
11. Abrigo do cocheiro, na Ponte Butt[38] — Episódio 16 (Eumeu)

- O romance termina de madrugada na casa de Leopold Bloom, (no. 1 do Mapa ao lado) — Episódio 18 (Penélope)

## Recepção
Além das obras críticas e tutelares de Herbert Gorman, Stuart Gilbert e de Richard Ellman, há uma lista enorme de teses, artigos, comentários que se ficaram a dever a T. S. Eliot, Philippe Soupault, Harry Levin, Louis Gilet, Maria Jolas, Patricia Hutchins, W.Y. Tindall, David Hayman, Richard Kain, Samuel Beckett, Italo Svevo, Umberto Eco, Ezra Pound, M. Magalaner, R. P. Blackmur, Robert Humphrey, Frank Budgen, J. T. Farrel, Arnold Bennett, F. R. Lewis, Wyndham Lewis, E. R. Curtius, Alan Tate, Edmund Wilson, H. Ronse, Michel Butor, J. Borel, J. M. Gardair, L. Janvier, Denis Roche, Roger Kempf, R. Micha, Schoonbroost, Van Laere, Melvin Kelley, Francesca Paci, Kenneth Grose, S. L. Goldberg, Valery Larbaud, J. M. Valverde, Vicki Mahaffey e tantos outros.:10
Stuart Gilbert afirmou que as personagens de Ulisses não são fictícias, que "essas pessoas são como elas devem ser; elas agem, constatamos, de acordo com alguma lex eterna, uma condição inelutável de sua própria existência". Através dessas personagens Joyce "alcança uma interpretação coerente e integral da vida". Joyce usa metáforas, símbolos, ambiguidades e conhecimentos que se ligam gradualmente entre si para formar uma rede de conexões ligando toda a obra. T. S. Eliot descreveu este sistema como o "método mítico": "uma maneira de controlar, de ordenar, de dar uma forma e um significado ao imenso panorama de futilidade e anarquia que é a história contemporânea".
Na apreciação de Ulisses, na revista The Dial, T. S. Eliot considerou: "Eu considero este livro como a expressão mais importante da época atual; é um livro do qual todos somos devedores e de que ninguém pode escapar". Ele prosseguiu afirmando que Joyce não tinha a culpa de haver pessoas que não o entendem: "A geração seguinte é responsável pela sua própria alma; um homem de génio é responsável perante os seus pares, mas não perante um anfiteatro cheio de janotas incultos e indisciplinados".
O livro foi também objecto de críticas contundentes. Virginia Woolf afirmou que "Ulisses foi uma catástrofe memorável; imenso em atrevimento, terrível como um desastre". Karl Radek considerou Ulisses como "Um monte de esterco, remexido por vermes, fotografado por uma câmara de filmar através de um microscópio". Shane Leslie descreveu Ulisses como "bolchevismo literário ... experimental, anti-convencional, anti-cristão, caótico, totalmente imoral".
Um jornalista afirmou que continha "esgotos de vícios secretos...canalizados através do fluxo de pensamentos, imagens e palavras pornográficas inimagináveis" e "blasfémias revoltantes" que "degradam e pervertem o dom nobre da imaginação e do entendimento e o domínio da língua".
Opiniões semelhantes sobre o papel adequado da literatura foram expressas por um juiz de apelação no caso judicial sobre a obscenidade do livro nos EUA, que concluiu que o livro não era obsceno. Após sugerir que Joyce era dado a "pensamentos obscenos ou luxuriosos" e que "[não tinha] um Guia", o juiz afirmou que a literatura deveria servir a necessidade das pessoas de "um padrão moral", de ser "nobre e apelativa", e "animar, consolar, purificar e enobrecer a vida das pessoas".

"O que é tão assustador em Ulisses é o fato de, atrás de mil véus, nada ficar escondido; de não estar virado nem para a mente nem para o mundo, mas, tão frio quanto a lua vista do espaço cósmico, permite que o drama do crescimento, do ser e da decadência siga o seu curso."

Carl Jung 
Ulisses foi referido como "o marco mais proeminente da literatura modernista", uma obra em que as complexidades da vida são retratadas com "virtuosismo linguístico e estilístico sem precedentes e inigualado". Esse estilo tem sido indicado como o melhor exemplo do uso do fluxo de consciência na ficção moderna, tendo o autor, mais do que qualquer outro romancista, aprofundado o uso do monólogo interior. Esta técnica tem sido elogiada pela sua representação fiel do fluxo de pensamento, de sentimento, de reflexão mental e de mudanças de humor. O crítico Edmund Wilson observou que Ulisses tenta tornar "tão precisamente e tão diretamente quanto é possível fazer em palavras, como é a nossa participação na vida, ou melhor, como ela nos parece em cada momento que vamos vivendo".

## Temas

### Sexualidade
Num livro decisivo para a análise de alguns aspectos de Ulisses, Richard Brown refere a perversidade sexual que é comum apontar a Joyce. Também Tony Tanner, referindo-se ao Episódio 13, bem como a outros, diz estarmos perante textos nos quais a perversidade sexual e as perversões linguísticas "coexistem como parte de um enorme colapso das relações pessoais e linguísticas associadas à decadência da sociedade burguesa".
Outros críticos, como Colin MacCabe, na linha de R. Brown, descrevem o modo peculiar de escrita de Joyce como uma forma quase forçada de apresentar a sexualidade sob um ponto de vista perverso. No episódio de Circe, por exemplo, Joyce procura talvez deliberadamente através de uma prosa sombria e teatralizada uma apresentação anómala das relações sexuais, enquanto que noutros episódios, Cila e Caribdes, por exemplo, há alusões ambíguas à homossexualidade de Shakespeare.:493
Joyce tinha na sua biblioteca textos sobre a sexualidade como À Rebours de Joris-Karl Huysmans e O Imoralista de André Gide que representavam dois exemplos do interesse literário do fim do século XIX pelos prazeres exóticos, por vezes degradantes e depravados. Joyce também leu Freud, constando deste na sua biblioteca A psicopatologia da vida quotidiana e o ensaio sobre as Memórias de infância de Leonardo da Vinci.:493-494

## Traduções em português
Traduzir o romance de Joyce é uma tarefa considerada de extrema dificuldade, devido à presença de diversos trocadilhos, jogos de palavras, citações, neologismos, referências históricas e literárias. Além disso, o autor se utiliza de estilos variados, transformando o texto num intricado quebra-cabeça literário, com um vocabulário de mais de 30 000 palavras.
No Brasil, a primeira tradução foi feita por Antônio Houaiss e publicada em 1966. Uma segunda versão, por Bernardina da Silva Pinheiro, foi publicada em 2005. A terceira edição (com o título de Ulysses), assinada por Caetano Galindo, foi publicada em 2012, pela Penguin-Companhia, e recebeu alguns dos principais prêmios de tradução no Brasil, como o Associação Paulista de Críticos de Arte (APCA), Academia Brasileira de Letras (ABL) e Prêmio Jabuti.
A primeira edição da obra em Portugal, em 1983, pela Difel, foi uma adaptação do texto de Houaiss, com alteração apenas ortográfica. Em 1989 foi publicada uma tradução portuguesa, assinada por João Palma-Ferreira, na editora Livros do Brasil. Antes disso, já António Augusto de Souza-Pinto, Mário-Henrique Leiria e Jorge de Sena tinham iniciado traduções. Em finais de 2013, a editora Relógio d'Água, publicou nova tradução da obra, agora por conta de Jorge Vaz de Carvalho.

## Adaptações
O romance Ulisses de James Joyce teve uma grande repercussão em todo o meio artístico elencando-se a seguir algumas das adaptações de que esta obra foi objecto:

### Teatro
A peça Ulysses in Nighttown, baseado no Episódio 15 (Circe), estreou off-Broadway em 1958, com Zero Mostel no papel de Bloom, tendo estreado na Broadway em 1974.
Em 2006, a peça Dead City da dramaturga Sheila Callaghan, uma adaptação contemporânea de Ulisses com o enredo situado em Nova Iorque e apresentando as figuras masculinas Bloom e Dedalus como personagens femininas com o nome de Samantha Blossom e Jewel Jupiter, foi produzida em Manhattan por New Georges.
Em 2012, foi encenada em Glasgow uma adaptação de Ulisses com o mesmo título escrita por Dermot Bolger e dirigida por Andy Arnold. Esta produção estreou no Tron Theatre e depois teve uma tournée por Dublin, Belfast, Cork, teve uma representação no Festival de Edimburgo e finalmente foi apresentada na China. Em 2017, uma versão revista da adaptação de Bolger, dirigida e encenada por Graham McLaren, foi estreada no Abbey Theatre em Dublin, integrando o Festival de Teatro de Dublin de 2017.
Em 2013, foi encenada em Nova Iorque pelo Irish Repertory Theatre uma nova adaptação para palco de Ulisses com o título de Gibraltar. Foi escrito e protagonizado por Patrick Fitzgerald e dirigido por Terry Kinney. Esta peça com duas personagens foca a história de amor entre Bloom e Molly, que foi interpretada por Cara Seymour.

### Cinema
Em 1967, estreou uma adaptação cinematográfica do romance com o mesmo título, Ulysses, dirigido por Joseph Strick. Foi protagonizado por Milo O'Shea no papel de Bloom, tendo sido foi nomeado para o Oscar de melhor roteiro adaptado desse ano.
Em 2003, estreou uma adaptação cinematográfica irlandesa do romance com o título de Bloom dirigida por Sean Walsh e protagonizada por Stephen Rea e Angeline Ball.

### Televisão
Em 1988, numa série de episódios intitulada The Modern World: Ten Great Writers, foi apresentado o documentário James Joyce´s "Ulysses" no Channel 4, em que foram representadas algumas das cenas mais famosas do romance. David Suchet desempenhou o papel de Leopold Bloom.

### Áudio
No Bloomsday de 1982, no centenário do nascimento de James Joyce, a RTÉ Radio 1, a emissora nacional da Irlanda, emitiu a leitura ininterrupta de Ulisses com representação por actores das partes dramáticas, emissão que durou ininterruptamente 29 horas e 45 minutos.
No centenário do Bloomsday, 16 de Junho de 2004, a RTÉ iniciou a emissão de um conjunto de 19 emissões semanais com os capítulos de Ulisses com base na gravação de 1982, e que tiveram a sua última emissão em 2 de Setembro de 2004. Ainda com base na emissão de 1982, a RTE produziu um conjunto de 32 CD e 3 MP3CD.
Em 2004, o texto completo de Ulisses lido e representado pelos actores irlandeses Jim Norton e Marcella Riordan foi lançado pela Naxos Records em 22 CDs de áudio, na sequência duma gravação abreviada anterior com os mesmos atores.
No Bloomsday de 2010, o escritor irlandês Frank Delaney lançou uma série de podcasts semanais intitulados Re:Joyce com a análise de Ulysses, página a página, das suas alusões, contexto histórico e referências. O podcast correu até à morte de Delaney em 2017, quando se encontrava no Episódio 10 (Rochas Errantes).
A BBC Radio 4 emitiu uma nova adaptação em nove partes dramatizada por Robin Brooks e produzida/ dirigida por Jeremy Mortimer, e protagonizada por Stephen Rea como Narrador, Henry Goodman como Leopold Bloom, Niamh Cusack como Molly Bloom e Andrew Scott como Stephen Dedalus, com início no Bloomsday de 2012.

### Música
A canção Flower of the Mountain de Kate Bush (originalmente a faixa que deu o título a "The Sensual World") adaptou o texto do solilóquio final de Molly Bloom no Episódio 18 (Penélope).
Thema (Omaggio a Joyce) é uma composição electroacústica de Luciano Berio, para voz e fita. Composta entre 1958 e 1959, baseia-se na leitura interpretativa do poema Sirens do capítulo 11 do romance. É cantada/narrada por Cathy Berberian, com tratamento técnico da sua voz gravada. Umberto Eco, um permanente admirador de Joyce, também contribuiu para a realização desta obra musical.

### Literatura
O romance The Biology of Luck (2013) de Jacob Appel, é uma reinterpretação de Ulisses com a história situada em Nova Iorque. O personagem do romance é um guia turístico inepto, Larry Bloom, cujas aventuras se assemelham às de Leopold Bloom através de Dublin.

## Bloomsday
O culto ao livro de Joyce levou à criação do Bloomsday, comemoração celebrada na Irlanda e em várias outras partes do mundo no dia 16 de junho. Em Dublin, os fãs da obra refazem o percurso dos personagens Stephen Dedalus e Leopold Bloom pelas ruas da cidade conforme descritas por Joyce.
No Brasil, o Bloomsday é comemorado desde 1994 em várias cidades, incluindo São Paulo, Rio de Janeiro, Belo Horizonte, Natal, Brasília, Florianópolis, Porto Alegre e Santa Maria, Rio Grande do Sul.